# Prins Oscar-klass
Prins Oscar-klassen var en klass av linjeskepp i svenska Kungliga flottan. Klassen bestod av tre fartyg: Prins Oscar, Gustav den Store och Skandinavien. Skeppen byggdes på örlogsvarvet i Karlskrona och sjösattes under perioden 1830–1860. De förde en bestyckning av 76 kanoner av olika storlekar, varav de grövsta stod uppställda på två täckta batteridäck.
I likhet med andra svenska linjeskepp byggda under fredsperioden efter 1814, fick Prins Oscar-skeppen ganska händelsefattiga livsförlopp. Fartygen var mycket sällan rustade, utan låg mestadels förtöjda vid Karlskronavarvet eller användes som kadettfartyg på redden. Det enda tillfälle skeppen krigsrustades var sommaren 1854, då de mobiliserades som en led i den höjda svenska beredskapen under Krimkriget, mellan Ryssland och Frankrike-Storbritannien 1853–1856. Gustav den Store tjänstgjorde som övningsfartyg på Karlskrona redd, medan Prins Oscar ingick i en svensk-norsk neutralitetseskader, som kryssade i Östersjön från april till juni 1854. När Skandinavien sjösattes i november 1860 hade den snabba utvecklingen av sjökrigsmaterielen, främst byggandet av ångdrivna pansarfartyg i utländska mariner, gjort henne omodern. På 1860-talet planerade man att bygga om skeppet till ett pansarklätt tornfartyg, men förslaget kom inte till utförande.
Gustav den Store och Prins Oscar ströks ur flottans rullor 1868 respektive 1869, och slopades i början av 1870-talet. Efter att ha legat i malpåse sedan 1876 utrangerades Skandinavien 1884. Hon höggs upp på Karlskrona örlogsvarv samma år. Linjeskeppens snidade galjonsfigurer togs tillvara då skroven slopades. Skandinaviens och Gustav den Stores finns nu utställda i galjonshallen på Marinmuseum i Karlskrona, medan Prins Oscars förvaras i samlingarna på Sjöhistoriska museet i Stockholm.

## Bakgrund

### Den strategiska bakgrunden

Karta över Europa efter Wienkongressen 1815 med den svensk-norska unionen i grönt.

Napoleonkrigen 1803–1815 förde med sig enorma politiska förändringar i Europa. För Sveriges del innebar förlusten av den östra riksdelen Finland 1809 en nationell katastrof, liksom en radikal ändring av landets strategiska läge. Då det inte längre fanns några besittningar på andra sidan Östersjön, var det inte uppenbart livsviktigt att ha en högsjöflotta, som kunde hålla vägarna över havet öppna. Även det militära hotet mot Sverige hade mattats av. De första två decennierna efter 1815 genomförde flera stater i Europa kraftiga reduceringar av sina arméer och flottor. Av Sveriges grannländer vid Östersjön hade Danmark förlorat hela sin flotta, i samband med Storbritanniens anfall mot Köpenhamn 1807. Rysslands Östersjöflotta hade under Finska kriget 1808–1809 knappast visat sig överlägsen den svenska, och Preussen förfogade inte över några sjöstridskrafter av betydelse.
Den förändrade hotbilden till trots inledde Sverige i slutet av 1810-talet en modernisering av sin örlogsflotta. Sedan en 1809 antagen flottplan visat sig för ambitiös för flottans anslag, tillsatte riksdagen i september 1816 en kommitté för att utreda flottans fartygsbehov. Kommittén framlade följande år en reducerad flottplan som sträckte sig till 1855. Enligt denna skulle örlogsflottan i framtiden ha en kärna av 12 linjeskepp, vardera med en bestyckning av 74 kanoner, understödda av sex större och fyra mindre fregatter. Inom ramen för det fastslagna flottprogrammet påbörjades under åren 1817–1826 fyra nya linjeskepp, och ytterligare sex färdigställdes eller gick igenom stora reparationer.

### Finansiering
1819 påbörjades det andra av flottans 74-kanonersskepp, vilket döptes till Prins Oscar. Den ekonomiska situationen i Sverige var emellertid ansträngd åren kring 1820, och det klagades allmänt över ett högt skattetryck och höga försvarskostnader. Samtidigt hade stora delar av flottans anslag gått åt till kostsamma reparationer av existerande skepp, varför endast små medel återstod till nybyggnationer. För att möjliggöra ett fortsatt byggande av linjeskepp, beslutade riksdagen 1825 att sälja ett antal äldre örlogsfartyg, tre linjeskepp och fyra fregatter, till Storcolombia och Mexiko, med handelshuset Michaelson & Benedicks som mellanhand. De sydamerikanska staterna hade för avsikt att använda fartygen i det pågående självständighetskriget mot moderlandet Spanien.
Försäljningen var attraktiv för flottan, eftersom den tänkta vinsten med god marginal översteg kostnaderna att ersätta de fartyg som sålts. Delvis under intryck av skeppshandeln beviljade riksdagen samma år medel till ytterligare två linjeskepp. Fartygen, namngivna Gustav den Store och Skandinavien, var lätt modifierade versioner av Prins Oscar och började byggas den 17 juli 1825. Det fanns även planer att stapelsätta ett fjärde 74-kanonersskepp under 1826.

## Konstruktion
Linjeskeppen utgjorde ännu i början av 1800-talet stommen i Europas örlogsflottor. Namnet linjeskepp kommer av den så kallade linjetaktiken, vilket var det förhärskande stridssättet inom europeisk sjökrigföring från 1600-talets mitt till och med Första världskriget. Taktiken innebar att amiralerna grupperade sina fartyg i räta stridslinjer för mot akter, så att batteridäckens kanoner kunde få fritt skjutfält. Målet var att sänka motståndarens linjeskepp eller göra dem manöverodugliga, genom att skjuta sönder segel och rigg. Linjeskeppens främsta uppgift var att bekämpa andra linjeskepp, men de kunde också användas till att upprätthålla blockader av fiendens hamnar, samt för kustbombardemang och trupptransporter. De allra största linjeskeppen var tredäckarna, vilka var veritabla artilleriplattformar beväpnade med över 100 kanoner. Sverige byggde av tradition mindre linjeskepp än stormakterna, på grund av de speciella krav för storlek och djupgående som ställdes i Östersjön. Den svenska linjeskeppsflottan bestod vid denna tid uteslutande av tvådäckare med 75–85 kanoner.

### Skrov

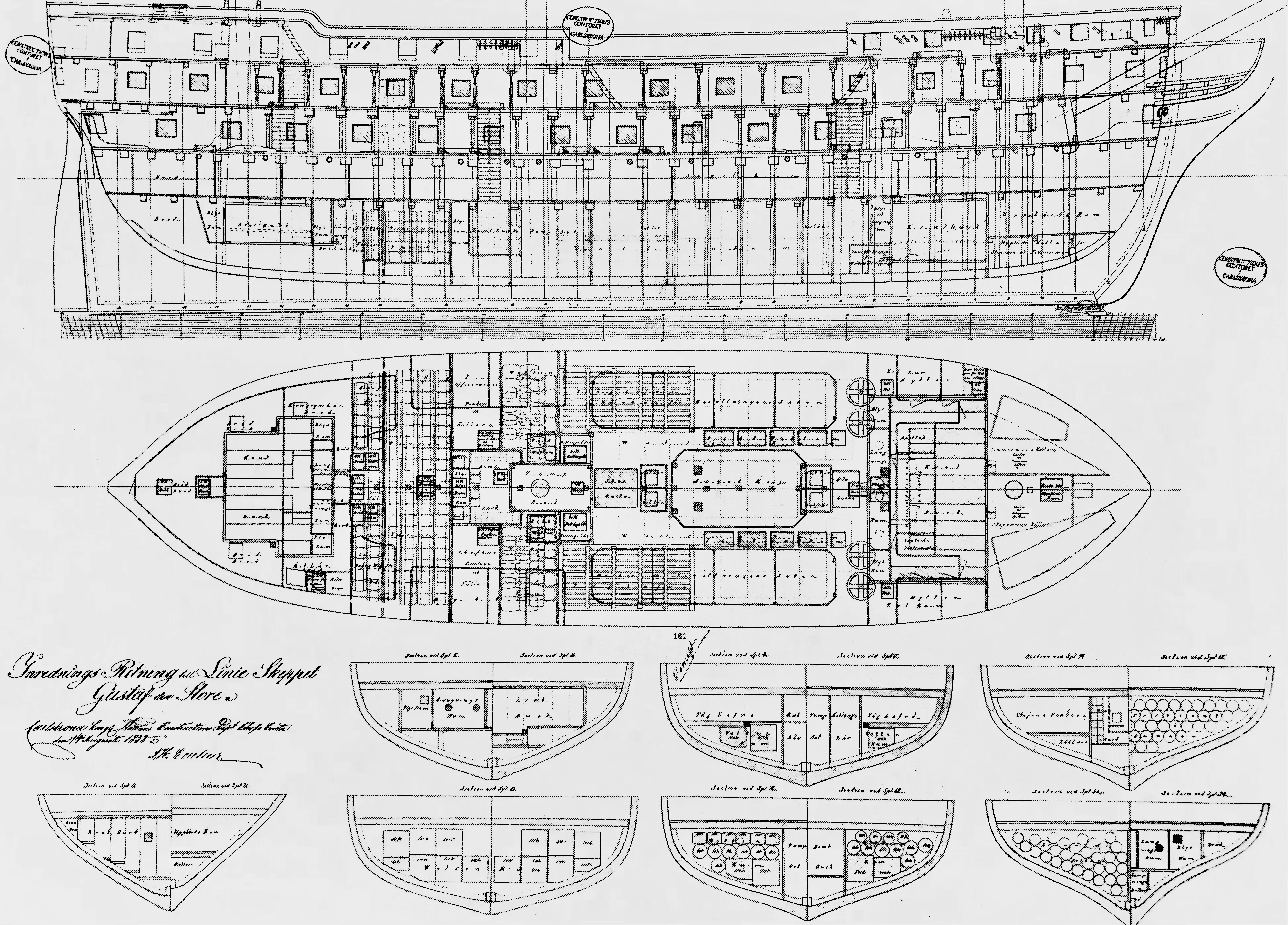
Inredningsritning av Gustav den Store utförd i Karlskrona 1858. Sjöhistoriska museet.

1800-talets linjeskepp skilde sig enbart i vissa avseenden från sina föregångare på 1700-talet. Skrovets konstruktion, riggen och artilleriets uppställning på batteridäcken, var i stort sett oförändrad. 1800-talets skepp hade dock skarpare bogar, och diagonalförbindningar av järn mellan spanten, för att minska riskerna för kölbrytning i hårt väder. Till dimensionerna var linjeskeppen i Prins Oscar-klassen i stort sett snarlika. Prins Oscar och Gustav den Store var 51,3 meter långa, 14,2 meter breda och hade ett djupgående på 6,5 meter. Skandinavien var 2,3 meter längre än de övriga (53,6 meter), men hade samma bred och djupgående. Skandinavien och Gustav den Store hade något större deplacement än Prins Oscar: 2 370 ton i jämförelse med systerfartygets 2 290 ton. Skroven byggdes av ek, vilket var det träslag som lämpade sig bäst för skeppsbyggeri, tack vare av sin hårdhet och motståndskraft mot röta. För att skydda bordläggningsvirket från skeppsmask, var kölarna försedda med en förhydning av tunn kopparplåt.
Fartygen hade sex nivåer, varav fem däck. Längst ned i skroven under vattenlinjen låg hålskeppet, där förråd av proviant och ammunition var belägna. Ovanför detta låg trossdäcket, vilket delvis hade samma funktion. Därefter kom skeppets två batteridäck. Det var här huvuddelen av fartygsartilleriet stod uppställt. Batteridäcken löpte längs linjeskeppens hela längd från för till akter, och hade sammanlagt 58 kanonportar längs bredsidorna. Ovanför det översta kanondäcket låg ett väderdäck, som var skeppens högsta genomlöpande nivå. Väderdäcket övertäcktes i aktern av ett hytt, vilket började strax för om kryssmasten och tog slut vid akterspegeln. Här inrymdes bl.a. fartygschefens kajuta samt hytter för befälet. Mellan hyttdäcket och galjonen reste sig en kraftig reling (brädgång), krönt med bastineringar. Inuti dessa hade delar av manskapet sina kojer.

### Bestyckning

#### Pjästyper och fördelning på skeppen
Under perioden fram till cirka 1860 var den mynningsladdade, slätborrade gjutjärnskanonen alltjämt sjöartilleriets huvudvapen. En kanon klassades efter vikten på projektilen den sköt, en vikt som angavs i skålpund (0,425 kg). Vid periodens början förde linjeskeppen en tämligen brokig och ostandardiserad bestyckning, med kanoner av flera olika storlekar. De minsta pjäserna kunde ha en kulvikt på 6 pund (2,5 kg) och de största en kulvikt på 24 pund (10 kg) eller 30 pund (13 kg). Därutöver fanns medelstora kanoner med en kulvikt på 18 pund (8 kg). Vid sidan av de vanliga kanonerna fanns karronader. Detta var en typ av lätt artilleripjäs med grov kaliber och kort eldrör, konstruerad att användas på korta avstånd. Av stabilitetsskäl ställdes de tyngsta pjäserna upp på det nedersta batteridäcket, de medeltunga på det övre och de lättaste på halvdäcket i aktern. Här placerades även karronaderna.

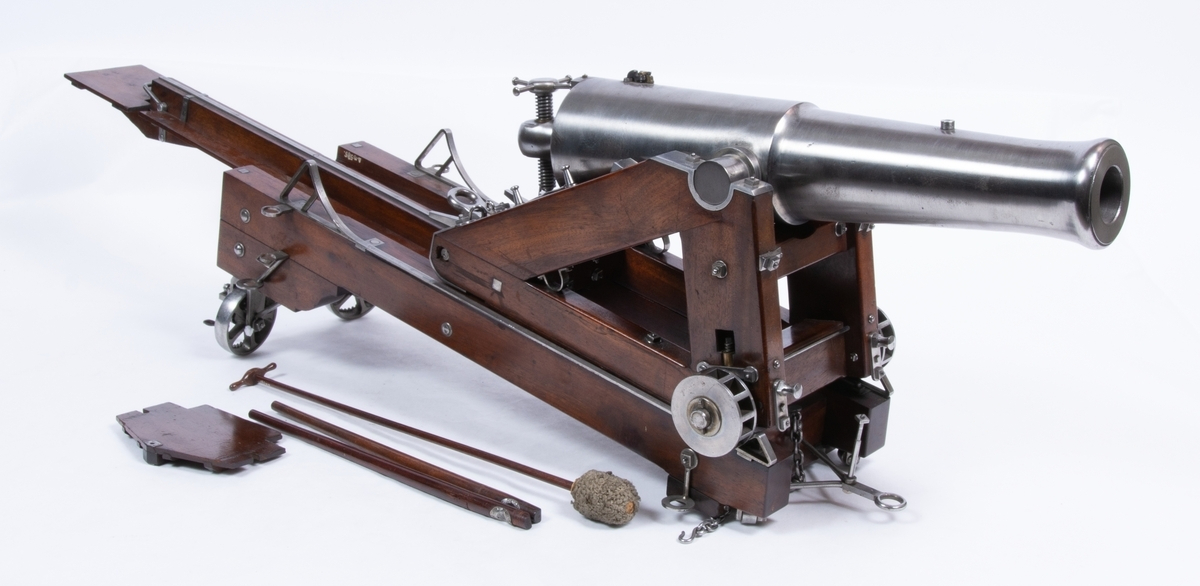
7 tums bombkanon m/1840 på lavett. Armémuseum.

Linjeskeppen i Prins Oscar-klassen var konstruerade att föra en beväpning av 74 kanoner, men kom i praktiken att bära 76 pjäser. Prins Oscar var bestyckad med 58 stycken 24-pundare, 6 stycken 6-pundare och 12 stycken 24-pundiga karronader. Gustav den Store förde 28 stycken 24-pundare, 28 stycken 18-pundare, 10 stycken 6-pundare, samt 10 karronader. Skandinaviens bestyckning var mer enhetlig än systerfartygens, och utgjordes av 66 stycken 24-pundiga kanoner, understödda av tio karronader. Denna beväpning kom emellertid, på grund av den utdragna byggnadstiden, aldrig att bli installerad ombord.
På 1840-talet gjordes linjeskeppens beväpning mer enhetlig. 1831 infördes ett gemensamt kalibersystem inom både armén och flottan. Systemet omfattade kalibrarna 3, 6, 12, 18, 24 och 30 pund. Varje kaliber delades in i tre klasser beroende på eldrörets längd: lång, kort och medium. Den vikt som sparades gjorde det nu möjligt att bära kanoner av samma kaliber på samtliga batteridäck, utan att fartyget riskerade att kapsejsa. Det reducerade antalet kalibrar förenklade också ammunitionsförsörjningen.
När Prins Oscar och Gustav den Store mobiliserades under Krimkriget 1854, var de bestyckade med 66 respektive 68 kanoner. På Prins Oscar hade antalet 24-pundare minskats till 32 och 22 stycken 30-pundare tillkommit. Fyra av karronaderna var borttagna. I deras ställe installerades fyra stycken 7 tums bombkanoner, dvs. kanoner avsedda att avlossa spränggranater. På Gustav den Store ökades antalet 24-pundare till 52, medan 18- och 6-pundarna avfördes, och fyra bombkanoner tillkom. 1855 angavs Skandinavien vara bestyckad med 62 kanoner: 58 stycken 30-pundare och fyra bombkanoner. Inte heller dessa pjäser fördes någonsin ombord på skeppet.

#### Pjäshantering och ammunition

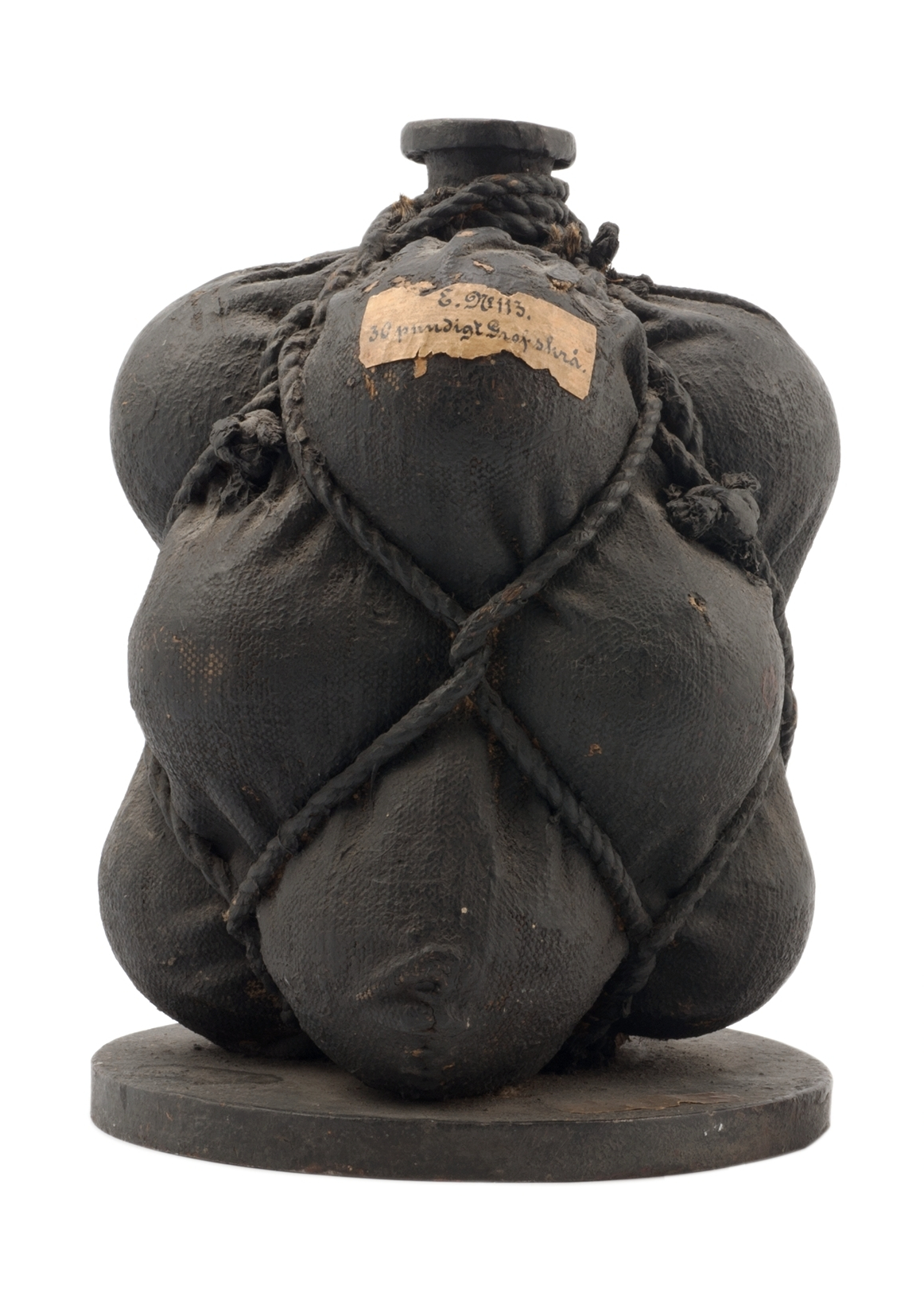
Skrå till 30-pundig kanon, bestående av rundkulor av järn upplagda kring en järnstomme, omsurrade med svartmålad segelduk. Marinmuseum.

Kanonerna laddades genom att en kardus (påse av tyg eller papper) fylld med svartkrut fördes in i eldröret. Därefter kom en förladdning, sedan själva projektilen och slutligen ännu en förladdning för att hålla det hela på plats. Ett antändningsrör av metall med en laddning finkalibrigt krut placerades i kanonens fänghål, som stod i förbindelse med eldrörets kammare längst bak i pjäsen. Över fänghålet satt ett kanonlås försett med en hane av slaglåstyp. För att avfyra kanonen ryckte en besättningsman i en lina (fyrsträng), vilket gjorde att hanen slog ned på metallröret, som via en tändhatt antände krutet i fänghålet och avlossade pjäsen. Ifall låset inte fungerade eller blev skadat, kunde avfyrningen ske med hjälp av en luntstake kring vilken en brinnande stubintråd, lunta, satt virad. Efter varje skott kyldes eldröret av med vatten och loppet drogs rent med en viskare, en skaftförsedd träcylinder täckt med skinn av får eller svin.
Beroende på målet som besköts användes olika typer av projektiler. Den vanligaste var den solida rundkulan av järn, som företrädesvis användes mot fiendens skrov. För att skada motståndarens rigg utnyttjades stångkulor, två rundkulor sammanlänkade av en järnstång. På kortare avstånd använde man skrån, behållare (kartescher) fyllda med muskötkulor eller skrotbitar. Vid avfyrning slets behållaren sönder och projektilerna spreds över fiendens däck likt en hagelsvärm. Utöver sprängbomberna för bombkanonerna fanns konkavkulor, en slags ihåliga granater fyllda med krut. Konkavkulan var försedd med en stubin som antändes vid avlossningen, och var tänkt att antända krutladdningen då kulan slog in i fiendeskeppet.

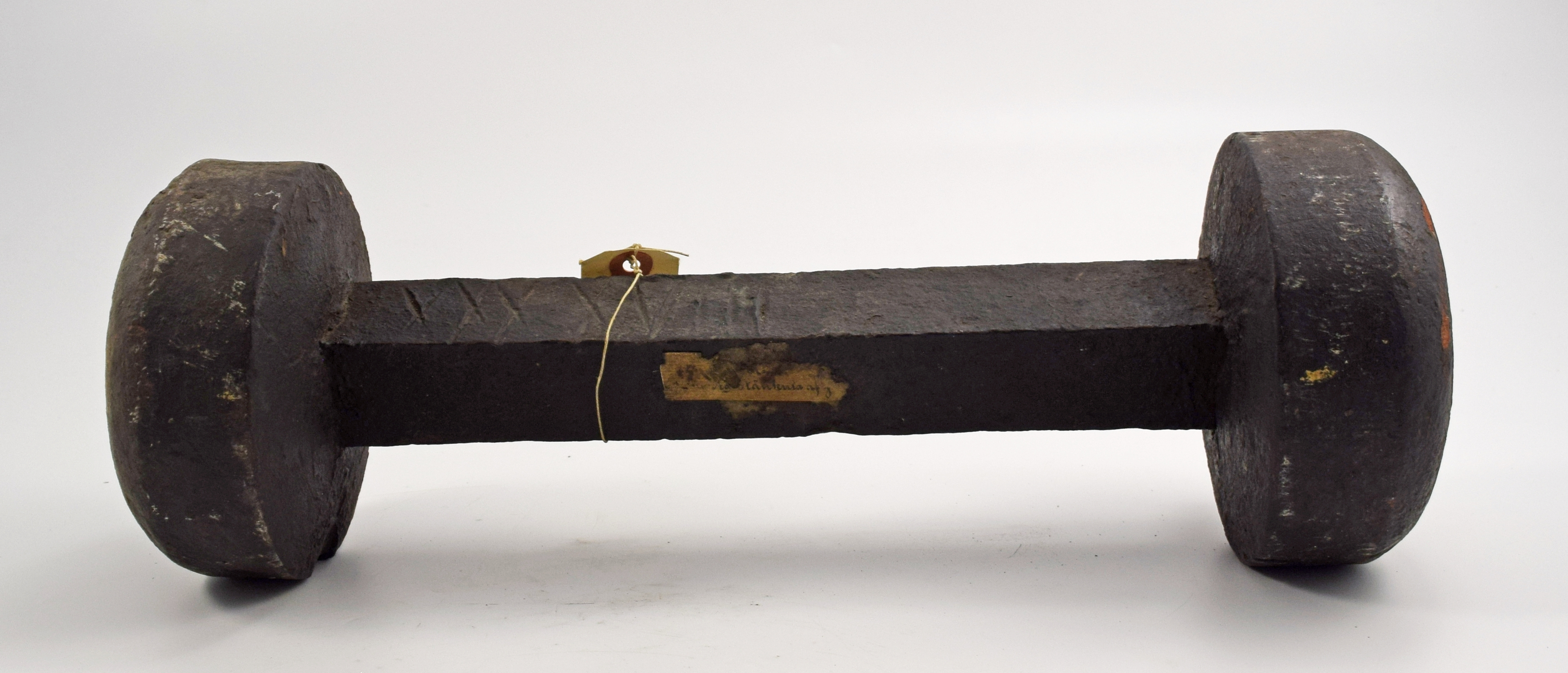
24-pundig stångkula av gjutjärn. Marinmuseum.

### Utsmyckning

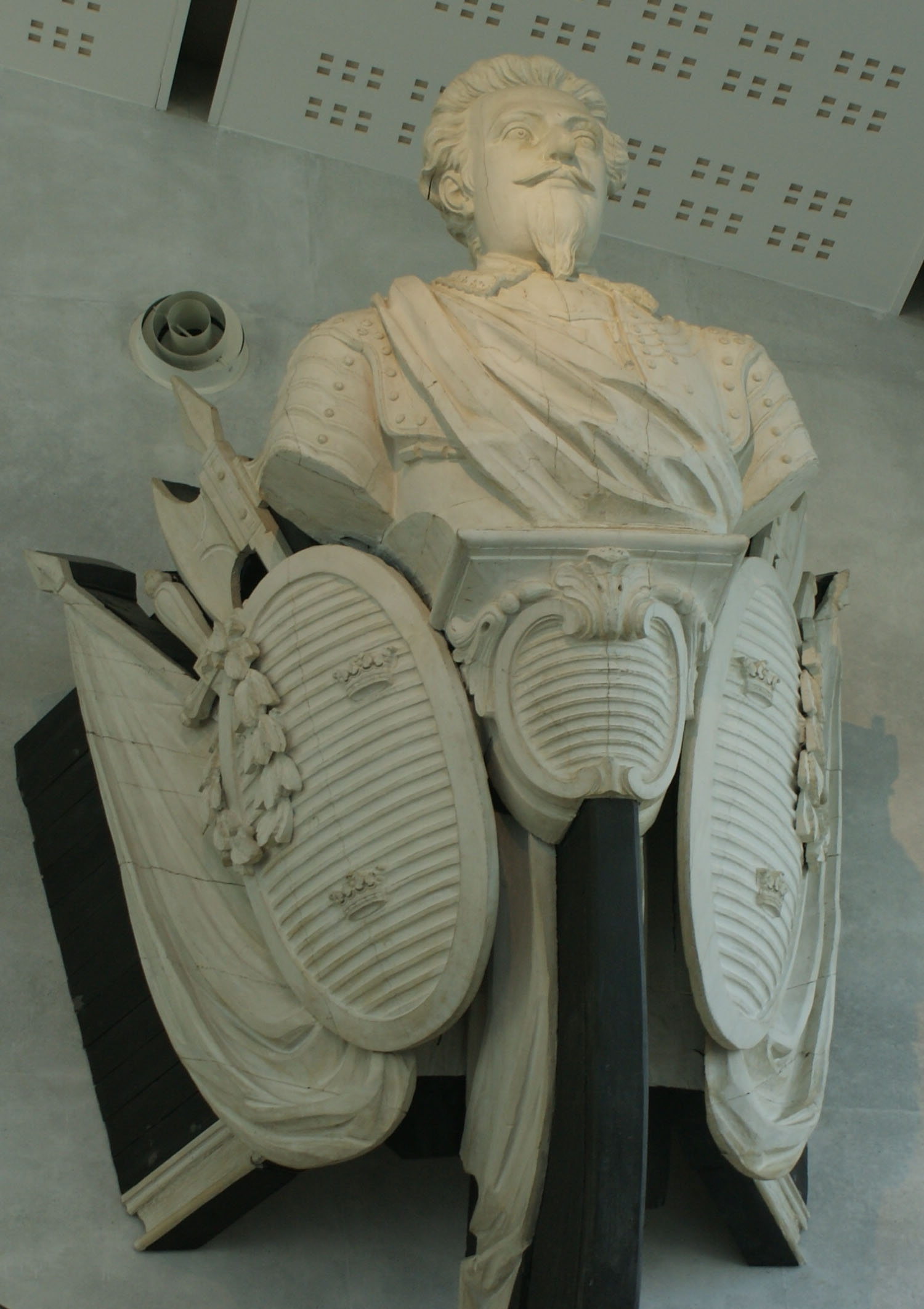
Gustav den Stores bevarade galjonsfigur i galjonshallen på Marinmuseum i Karlskrona.

Då Prins Oscar-skeppen byggdes under 1800-talets första hälft var det ännu vanligt att örlogsfartyg försågs med snidade dekorationer av olika slag, även om utsmyckningen var betydligt enklare än exempelvis under 1600-talet. Galjonsfigurerna var linjeskeppens mest framträdande utsmyckning, och var tänkta som fysiska representationer av fartygens namn. Omkring 1830 introducerades nya stilideal inom galjonsornamentiken. De sedan 1700-talet dominerande helfigursbilderna ersattes av enklare skulpturer, i form av byster fästa på postament. Förutom en önskan att spara på timmer försökte man lätta upp fartygen i stäven, genom att skära ned de ofta flera ton tunga galjonsskulpturerna.
Gustav den Stores galjonsbild föreställer krigarkungen Gustav II Adolf, avbildad i tidstypisk rustning med en mantel draperad över bröstet. Bysten flankeras av ovala sköldar med det svenska riksvapnet, omgivna av fanor och rustningssymboler. Skandinaviens skulptur är en avbildning av asaguden Oden, framställd som en kraftig mansfigur med långa mustascher, yvigt skägg och tjockt, bakåtstruket hår. Prins Oscar erhöll en annorlunda galjonsfigur än systerfartygen. I stället för en byst har denna formen av en vapensköld med det svensk-norska riksvapnet, krönt av en hertigkrona.
Skulpturerna snidades av amiralitetsbildhuggaren Emanuel Törnström, och var ursprungligen helt vitmålade för att efterlikna den klassiska antikens marmor. När Prins Oscar-skeppen slopades i slutet av 1800-talet, togs bilderna bort och bevarades. Idag finns Gustav den Stores och Skandinaviens galjonsbilder utställda i galjonshallen på Marinmuseum i Karlskrona, medan Prins Oscars förvaras i Sjöhistoriska museets samlingar i Stockholm.

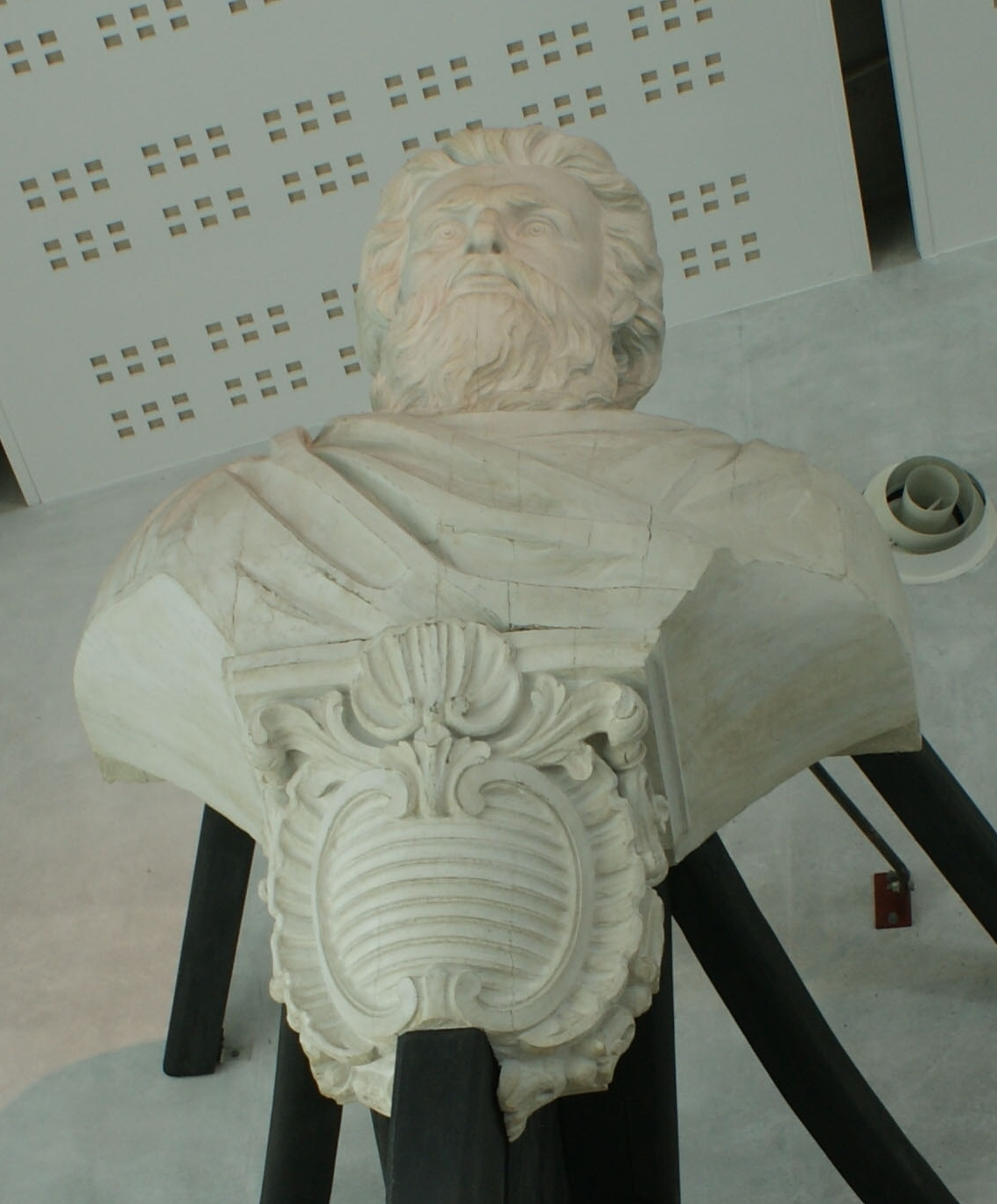
Skandinaviens galjonsfigur på Marinmuseum.
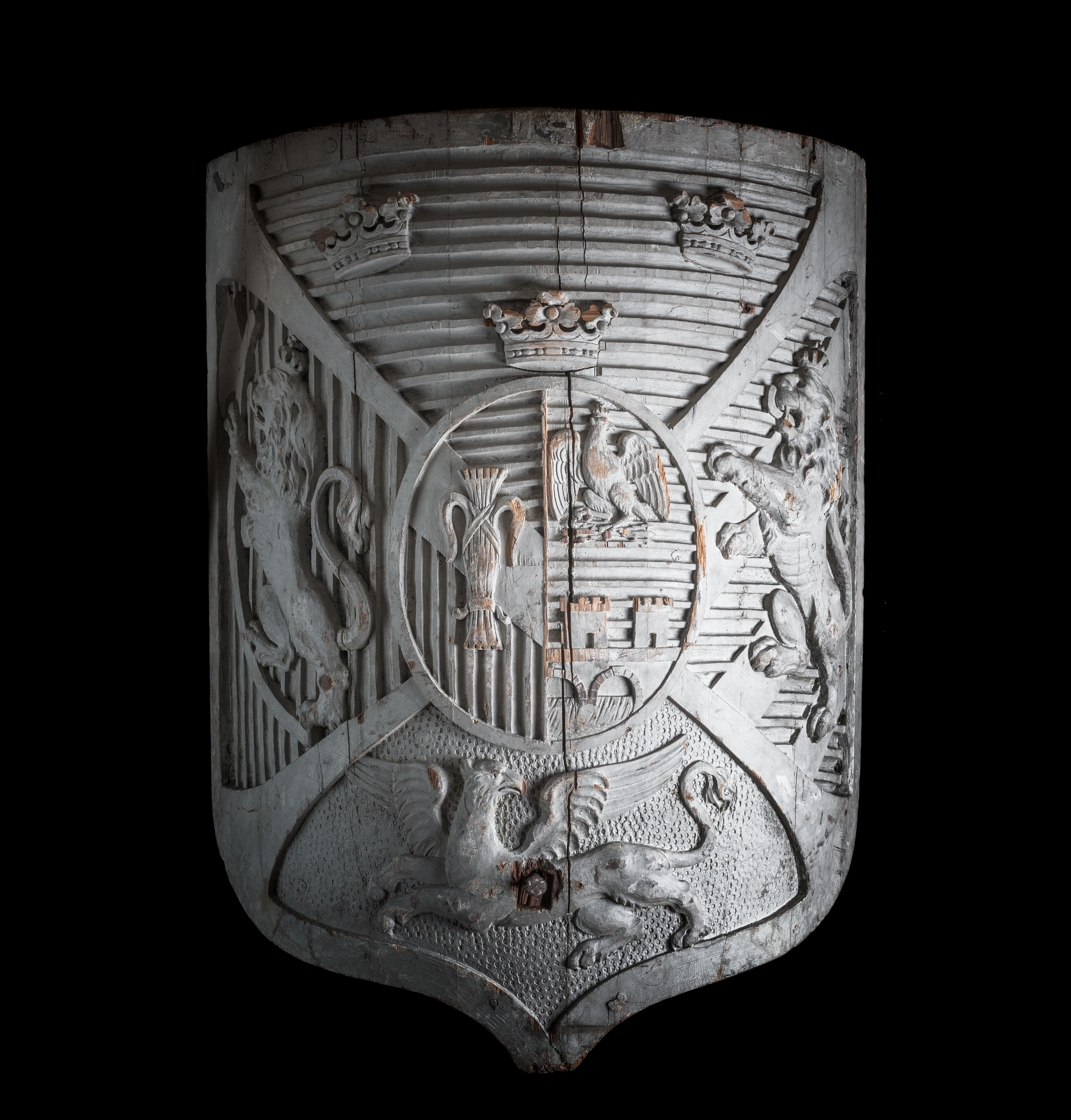
Sköld med Sveriges och Norges riksvapen som suttit i stäven på Prins Oscar. Sjöhistoriska museet.
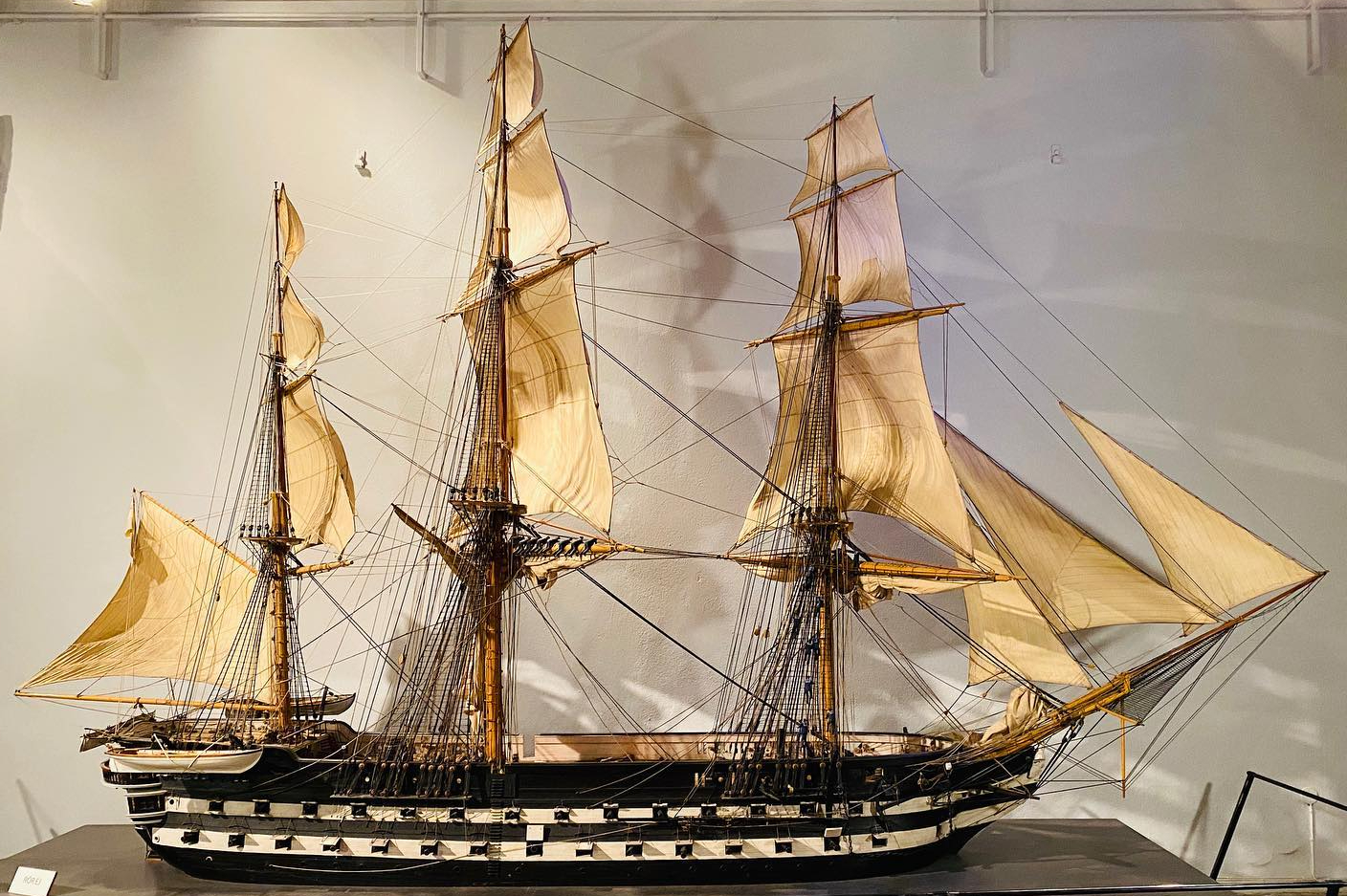
Denna modell av det samtida linjeskeppet Stockholm ger en god föreställning av hur 1800-talets linjeskepp var färgsatta. Skrovet är målat svart med svarta kanonluckor och vita kanonrader. Sjöhistoriska museet.

## Besättning

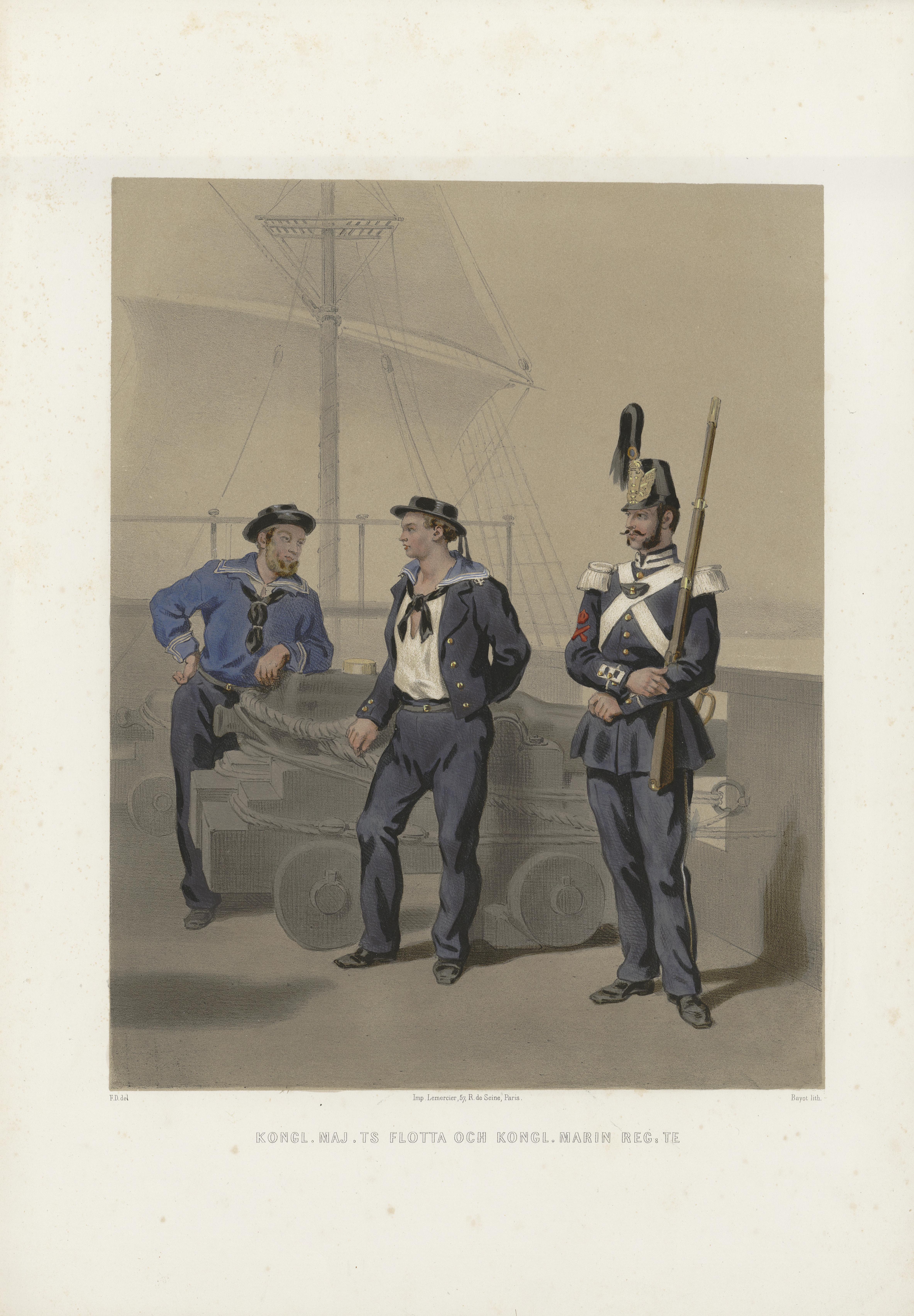
Uniformer för örlogsflottans manskap omkring 1860. Till vänster en indelt båtsman, i mitten en matros och till höger en soldat ur Marinregementet. Litografi efter original av Fritz von Dardel.

De seglande linjeskeppen krävde stora besättningar på 600–700 man för att kunna fungera effektivt under segling och i strid. Linjeskeppets befälhavare var en kommendörkapten. Under sig hade denne 14–15 officerare, 35–36 underofficerare, 8 hantverkare och 593–691 meniga besättningsmän. Det ombordkommenderade manskapet utgjordes på 1850-talet av båtsmän, artilleribåtsmän, matroser, jungmän, marinsoldater och skeppsgossar. De indelta båtsmännen bildade kärnan i manskapsstyrkan. Dessa rekryterades på samma sätt som arméns indelta soldater. Kunskapsmässigt delades båtsmännen in i fyra grader: obefaren (ingen eller mycket liten sjövana), sjövan (minst 6 månader till sjöss), befaren (minst 12 månader till sjöss) och väl befaren (minst 2 år till sjöss). Vid rekryteringen var i regel alla båtsmän oberfarna, men genom tjänstgöring på fartygen utvecklades de snabbt till rutinerade sjömän. I jämförelse med utländska flottors värvade besättningar stod sig de svenska båtsmännen ofta väl.

### Livet ombord
På linjeskeppen med sina stora besättningar var trängsel oundviklig. Batterimanskapet arbetade och åt vid sina kanoner, och sov i hängmattor uppspända över däcket. Huvuddelen av manskapet var förlagt på trossdäcket eller på batteridäcken. Av praktiska skäl var befälet de enda på fartyget som kunde ha egna hytter. Arbetet ombord var krävande och disciplinen sträng. Arbetsdagen kunde börja klockan 4 eller 5 på morgonen och avslutas klockan 9 på kvällen. I besättningens dagliga rutin ingick bl.a. rengöring av fartygsdäcken, kanonexercis och arbete i riggen. Varje morgon hölls korum.
Kosten ombord på örlogsskeppen var vid 1800-talets mitt tämligen enformig. Varje vecka tilldelades besättningsmännen en bestämd mängd proviant, i form av gryn, ärtor, kött och fisk. Till frukost åts gröt kokad på havregryn och vatten. Ärtorna kokades och serverades till middag tillsammans med kött eller fläsk. Som kvällsmat fick manskapet varsin sill eller lite smör samt ett glas brännvin. Maten sköljdes ned med brännvin, vatten eller öl. På 1830-talet hade försök gjorts att införa te med socker, men båtsmännen var ovana vid drycken, och lär ha försökt äta de kokta tebladen med sked.

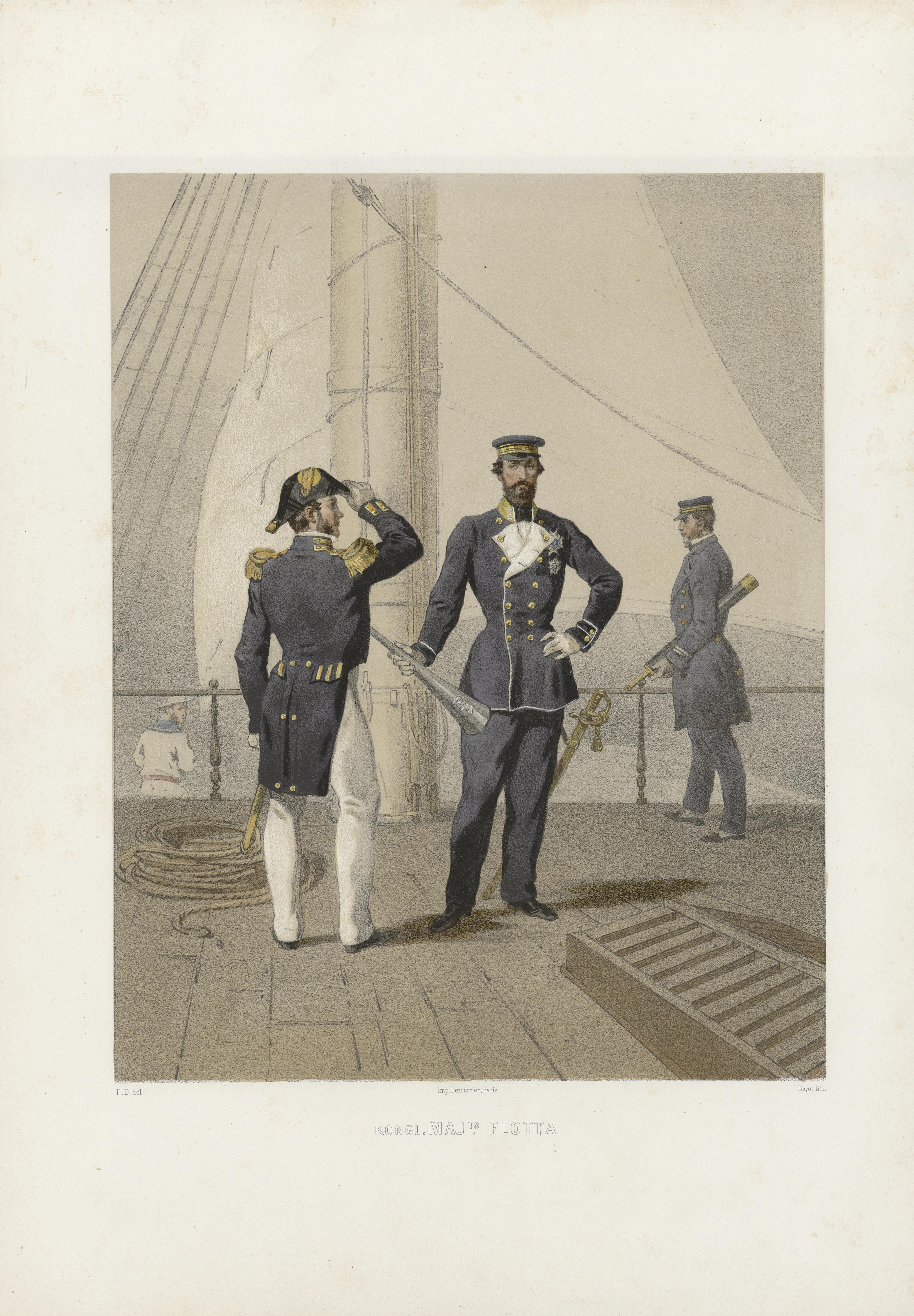
Sjöofficersuniformer cirka 1860. Till vänster en kommendörkapten i paraddräkt, i mitten en viceamiral och till höger en premiärlöjtnant i daglig dräkt. Litografi efter ett original av Fritz von Dardel.
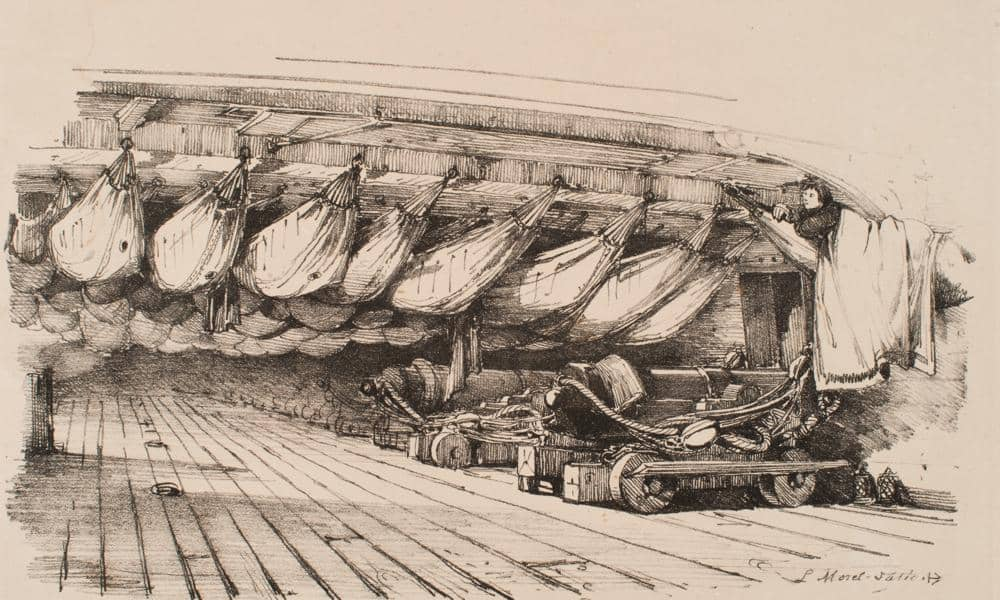
Linjeskeppens batteridäck tjänade både som stridspositioner och förläggningsplats för besättningen. Hängkojer ombord på ett franskt linjeskepp i slutet av 1700-talet.

## Byggnation och tjänstgöring

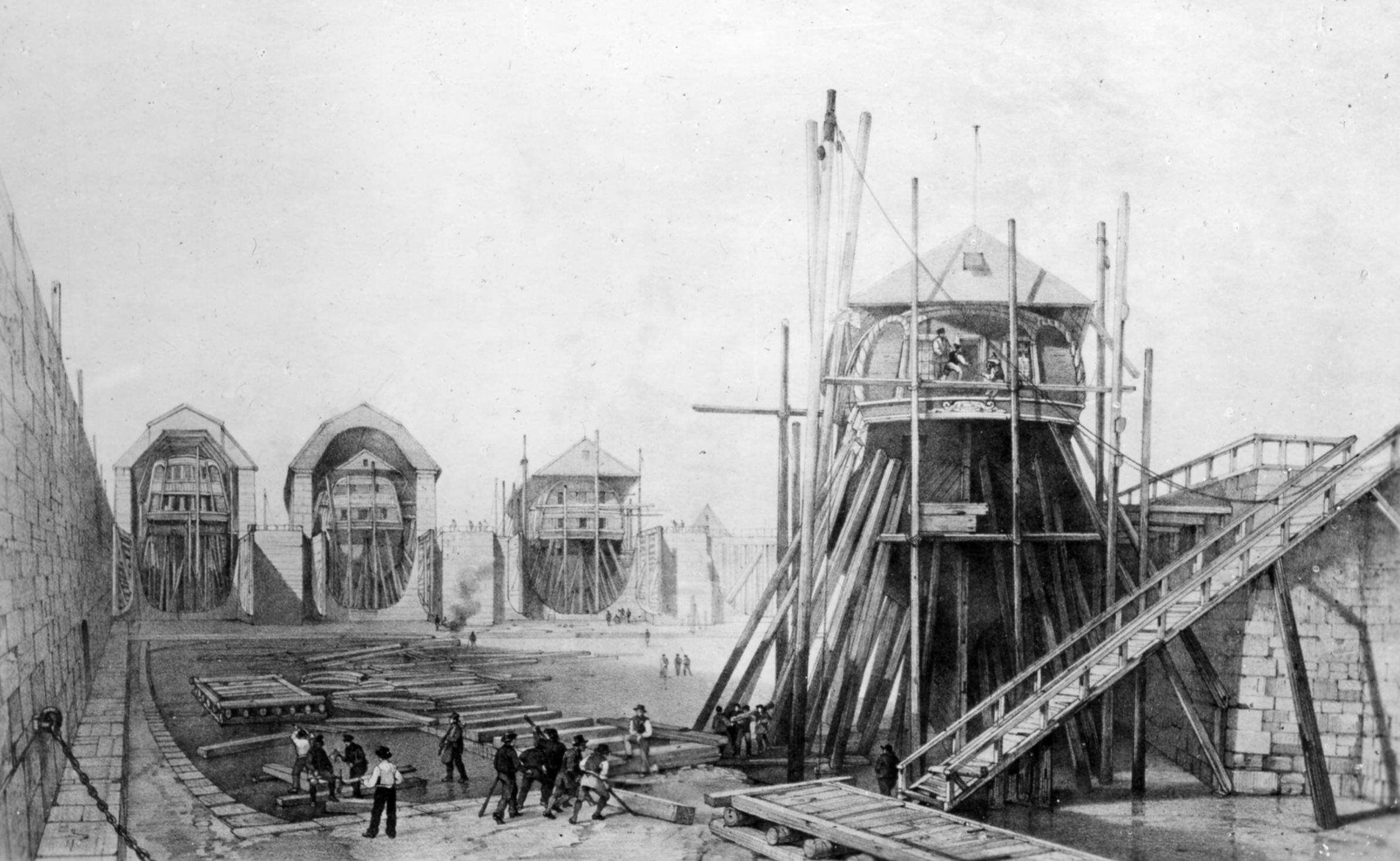
Femfingerdockan på Karlskrona örlogsvarv cirka 1830. Litografi av Auguste Mayer.

Linjeskeppen i Prins Oscar-klassen byggdes i den s.k. femfingerdockan på Karlskrona örlogsvarv. Prins Oscar byggdes i docka nr. 1, Gustav den Store i docka nr. 2 och Skandinavien i docka nr. 3. Arbetet fortskred i tämligen långsam takt, vilket delvis var resultatet av en brist på pengar. Den skeppshandel som Sverige fått till stånd med Sydamerika hade stött på svårigheter under sommaren 1825, sedan Spanien fått kännedom om vad som höll på att ske. Med stöd från Ryssland, Österrike och Preussen, riktade den spanska regeringen kraftiga protester mot kung Karl XIV Johan. Den diplomatiska krisen eskalerade till den grad att den ryske tsaren Nikolaj I hotade Sverige med krig, om inte affären omedelbart avbröts. Den svenska regeringen tvingades backa och samma höst stoppades försäljningen av örlogsfartygen.
För Karlskronavarvet blev den illa skötta skeppshandeln ett hårt ekonomiskt bakslag, som tillfälligt satte stopp för flottans nybyggnadsplaner. Delvis som en följd av det dåliga finansiella läget kom färdigställandet av Prins Oscar-skeppen att ta längre tid än planerat. Prins Oscar sjösattes först den 11 augusti 1830 och Gustav den Store den 18 september 1832. Skandinavien kom av olika anledningar att stå kvar på stapel fram till den 8 november 1860, då hon slutligen utdockades.
| Fartyg           | Stapelsatt    | Sjösatt            | Byggnadstid         |
| ---------------- | ------------- | ------------------ | ------------------- |
| Prins Oscar      | 1819.         | 11 augusti 1830.   | 11 år               |
| Gustav den Store | 17 juli 1825. | 18 september 1832. | 7 år och 2 månader  |
| Skandinavien     | 17 juli 1825. | 8 november 1860.   | 35 år och 4 månader |

Enligt marinhistorikern Jan Glete ska de mycket långa byggnadstiden dock inte främst ses som ett resultat av otillräckliga ekonomiska medel. Att hålla fartyg på stapel under lång tid för att konservera skroven genom att låta virket torka ut, var en medveten underhållsfilosofi, som tillämpats av flottan sedan 1700-talet. Delvis tack vare denna praxis hade Sverige under perioden Europas förmodligen bäst underhålla linjeskepp och fregatter. De svenska metoderna var så framgångsrika att de kopierades av en rad andra sjömakter, såsom Frankrike, USA och Storbritannien. Fördröjningen berodde också i hög grad på att ett nytt flottprogram antogs 1826. Den nya flottplanen, som ersatte 1817 års plan, innebar ett avsteg från den tidigare nybyggnationen av linjeskepp, i förmån för en kraftigare satsning på kryssare (fregatter, korvetter, briggar etc.) och mindre skärgårdsfartyg, vilket ledde till att färdigställandet av linjeflottans nybyggen sköts på framtiden.
Prins Oscar och Gustav den Store fick tämligen typiska karriärer för svenska linjeskepp under fredsperioden på 1800-talet. Under de första 20 åren efter sjösättningen var fartygen aldrig till sjöss, utan låg i hamn vid Karlskrona eller som exercisskepp på redden. Mellan 1814 och 1853 rustades bara tre svenska linjeskepp för kortare expeditioner. Flottans långresor och övningsseglingar företogs i stället uteslutande av lättare fartyg som fregatter och korvetter.

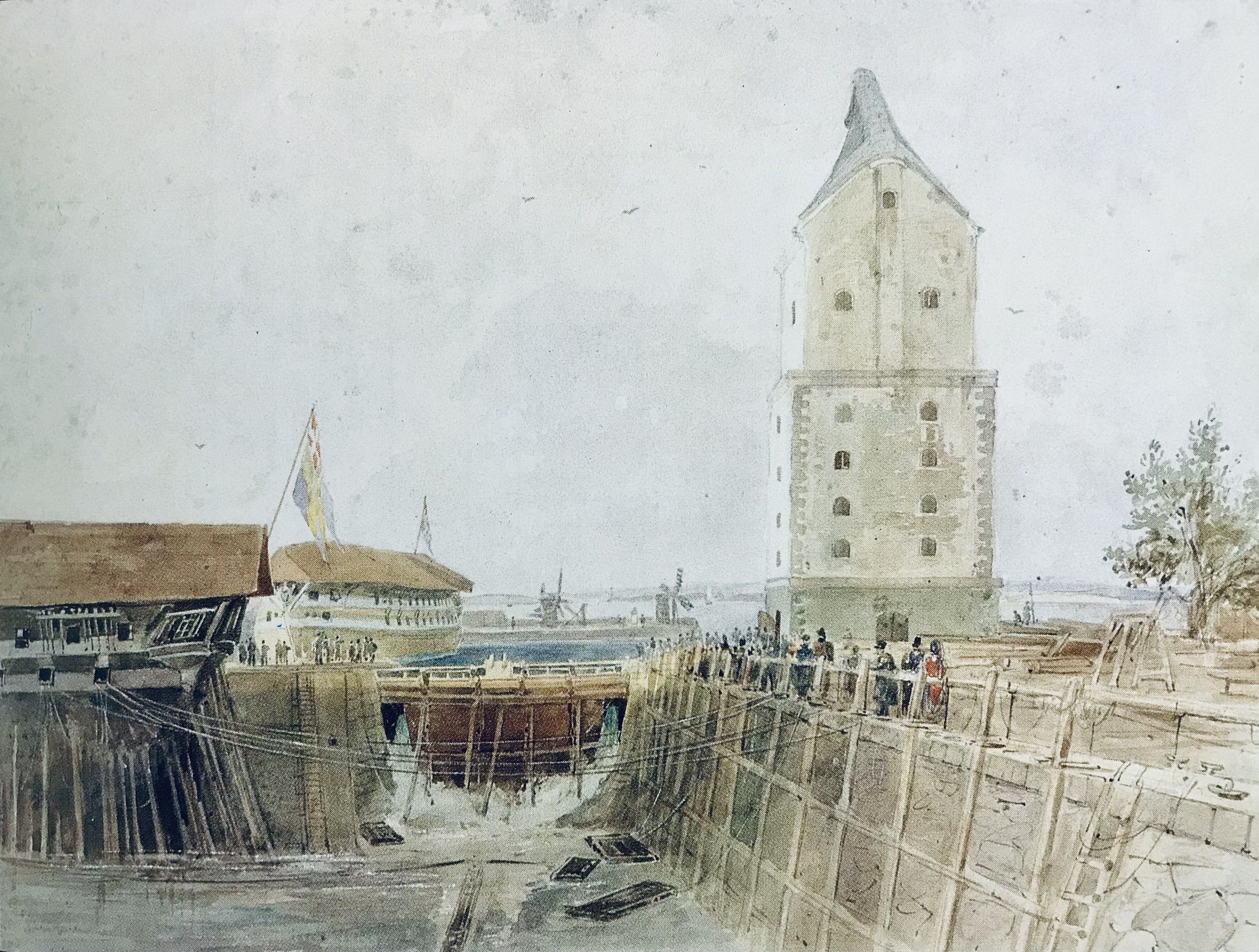
Linjeskeppet Dristigheten utdockas på Karlskronavarvet 1848. I det yttre svajningsrummet bakom ligger Prins Oscar. Samtida akvarell av Johan Christian Berger.

### Nya tekniska framsteg

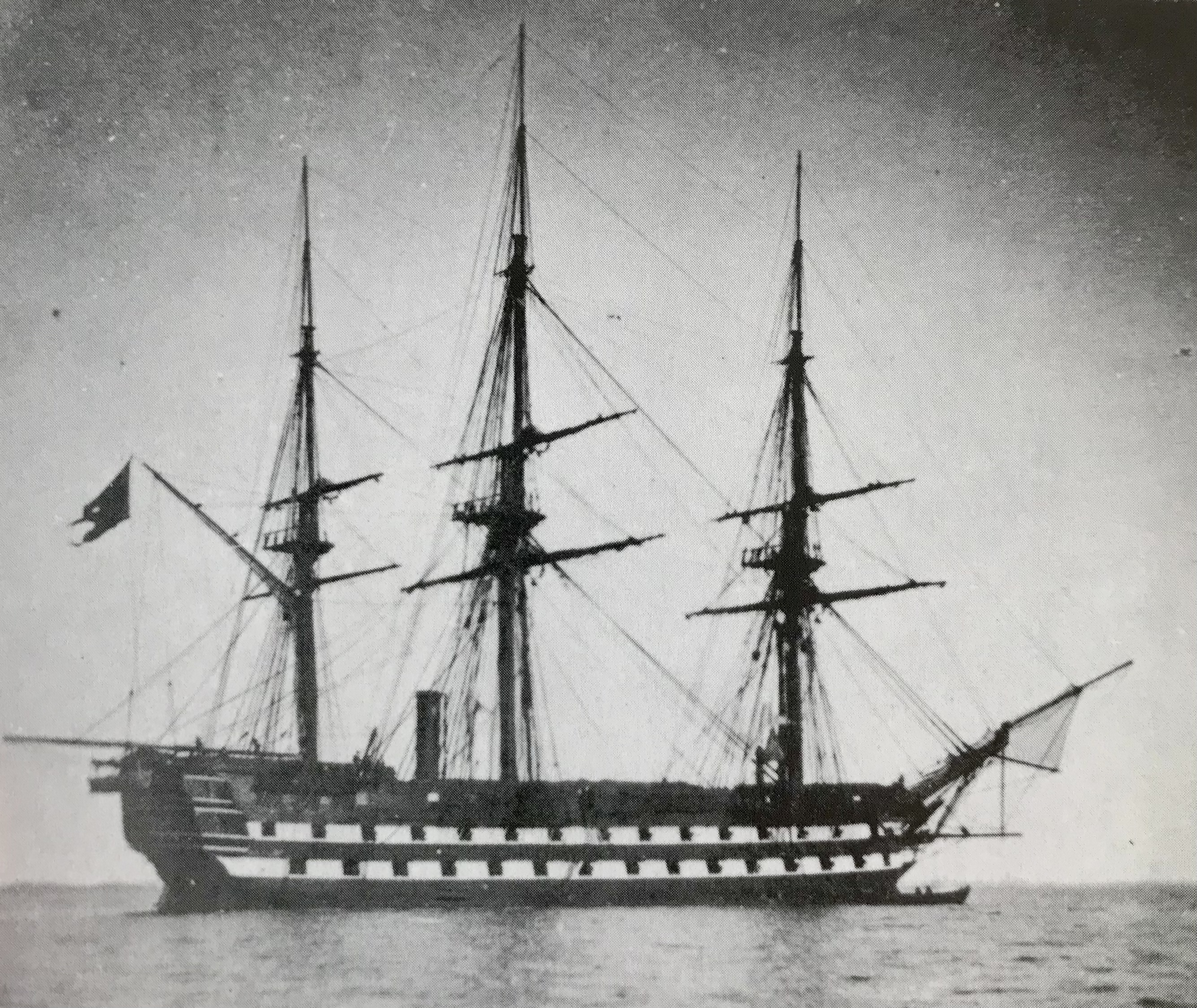
På 1850-talet modifierades två svenska linjeskepp till ångdrift, det äldre Carl XIV Johan (på bilden) och det alldeles nybygga Stockholm. Gustav den Store och Skandinavien var planerade att genomgå en motsvarande ombyggnad, men den snabba tekniska utvecklingen gjorde att planerna fick skrinläggas.

Den industriella utveckling som kännetecknade årtiondena kring 1800-talets mitt, fick stora återverkningar på det sjömilitära området. Den viktigaste förändringen för örlogsflottorna var den gradvisa övergången från segel till ångdrift. Under denna teknologiska brytningstid mellan gammalt och nytt, modifierade flera flottor sina äldre linjeskepp och fregatter, genom att förse dem med ångmaskin och propeller. Ångdriften användes främst för inlöpande till och från hamnar samt vid stiltje. Segling betraktades alltjämt som det huvudsakliga framdrivningssättet. Det första större örlogsfartyget som från början byggdes med propellerdrift var det franska linjeskeppet Napoléon, sjösatt 1850.
Den svenska flottan intresserade sig ganska tidigt för de möjligheter fartygspropellern erbjöd. På 1850-talet planerade flottan att konvertera ett antal seglande linjeskepp till ångdrift. I ett kungligt brev utfärdat den 31 januari 1855, anbefalldes att Gustav den Store och Skandinavien skulle modifieras till ånglinjeskepp, men ordern drogs tillbaka redan den 15 januari 1858. När kontraordern gavs var ombyggnaden av Skandinavien redan påbörjad. Bl.a. hade man gjort en propellerbrunn i aktern, som nu fick fyllas igen. I slutändan utfördes ombyggnaden endast på två fartyg, det äldre linjeskeppet Carl XIV Johan och det nybyggda Stockholm. Det sistnämnda byggdes om redan på stapelbädden, strax innan det sjösattes 1857. Att inte fler svenska linjeskepp apterades till ångdrift, berodde delvis på att man anade att utvecklingen på kort tid skulle göra denna typ av fartyg omodern.

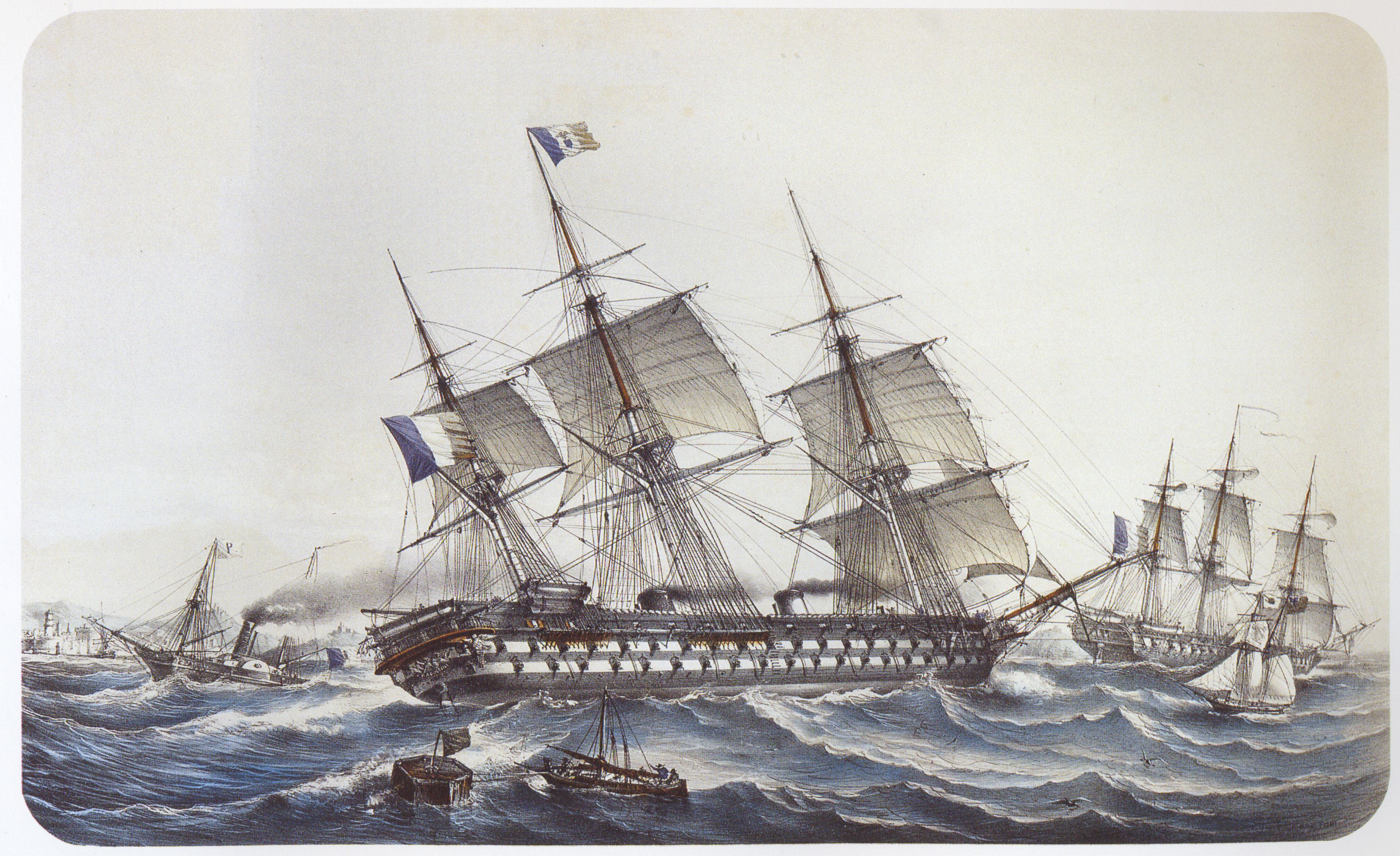
Det franska ånglinjeskeppet Napoléon, sjösatt 1850. Illustration av Louis Le Breton.

### Krimkriget

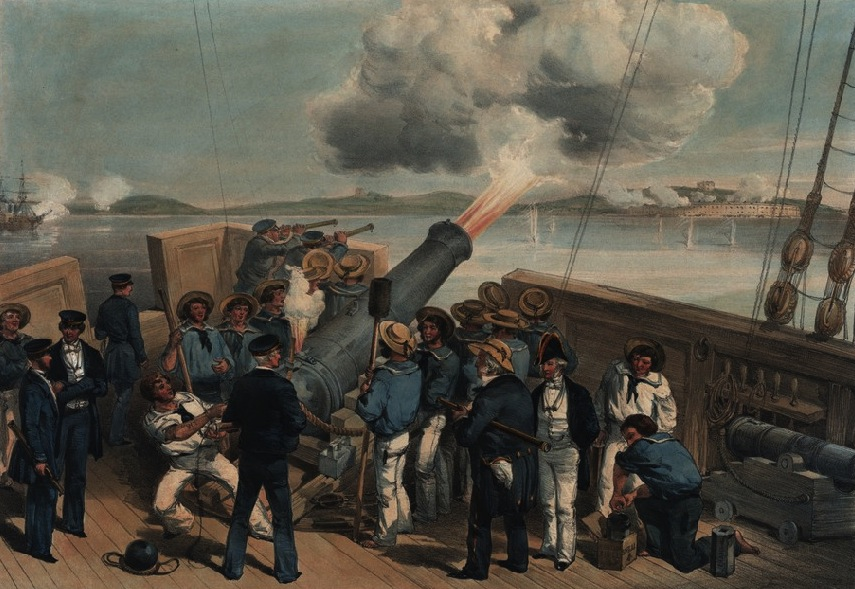
Bombardemanget av Bomarsunds fästning på Åland, sett från däcket på den brittiska ångkanonbåten HMS Bulldog. Litografi av William Simpson.

1853 gick Ryssland till anfall mot Osmanska riket, med målsättning att erövra områden på Balkan. Storbritannien och Frankrike oroades av Rysslands makttillväxt, och ställde landet inför ett ultimatum. När detta ignorerades förklarade man i april 1854 Ryssland krig, och skickade örlogsfartyg och trupper till Svarta havet, för att bistå turkarna. Redan tidigt stod det klart att även Östersjön skulle förvandlas till en krigzon. Sommaren 1854 anlände en brittisk-fransk flotta om 53 fartyg till Östersjön. Den ryska Östersjöflottan var numerärt underlägsen, dåligt övad och inte krigsberedd. Örlogsbasen Kronstadt skyddades emellertid av starka befästningar. Ryssarna disponerade över ytterligare två större sjöfästningar i området, Sveaborg utanför Helsingfors och Bomarsund på Åland, varav den sistnämnda ännu inte var färdigbyggd.
Vid krigsutbrottet förklarade sig Sverige-Norge omgående neutralt. De västallierade var dock angelägna att få med Sverige i kriget, för att komma över den starka svenska skärgårdsflottan. I Sverige fanns ett ganska starkt stöd för en sådan linje, men kung Oscar I ställde så höga krav för ett svenskt krigsdeltagande, att ingen överenskommelse kom till stånd. I augusti 1854 gick de allierade till anfall mot Bomarsunds fästning på Åland. Franska trupper landsattes på öarna, och den 16 augusti tvingades fästningen kapitulera efter 16 dagars beskjutning. I övrigt nåddes endast begränsade resultat, eftersom fransmännen och britterna saknade skärgårdsstridskrafter. Nästföljande sommar återvände den allierade flottan till Östersjön. Denna gång var den bättre förberedd, och hade med sig grundgående kanonbåtar och mörsarfartyg. I början av augusti bombarderades Sveaborg, men eftersom fästningen låg skyddad bakom starka minspärrar, som ryssarna lagt ut, gjordes inget allvarligt försök att erövra den. Då de allierade inte kunde inta de ryska fästningarna, tvingades de ännu en gång segla tillbaka med oförrättat ärende. Under senhösten och vintern löpte de brittiska och franska flottorna ut ur Östersjön för sista gången. Året efter slöt Storbritannien och Frankrike fred med Ryssland.

#### Neutralitetseskadern 1854
Trots att Sverige inte deltog i Krimkriget mobiliserades vissa armé- och flottstridskrafter för att värna landets neutralitet. I april 1854 utrustades en eskader i Karlskrona för att skydda svensk handelssjöfart på Östersjön. Eskadern bestod av linjeskeppen Carl XIII och Prins Oscar samt två fregatter, tre ångkorvetter, en brigg och ett mindre ångfartyg. Eskaderchef var konteramiral Salomon Mauritz von Krusenstierna, med sitt befälstecken hissat på Carl XIII. Vid sin sida hade denne prins Oscar, hertig av Östergötland (den blivande Oscar II) som flaggkapten.

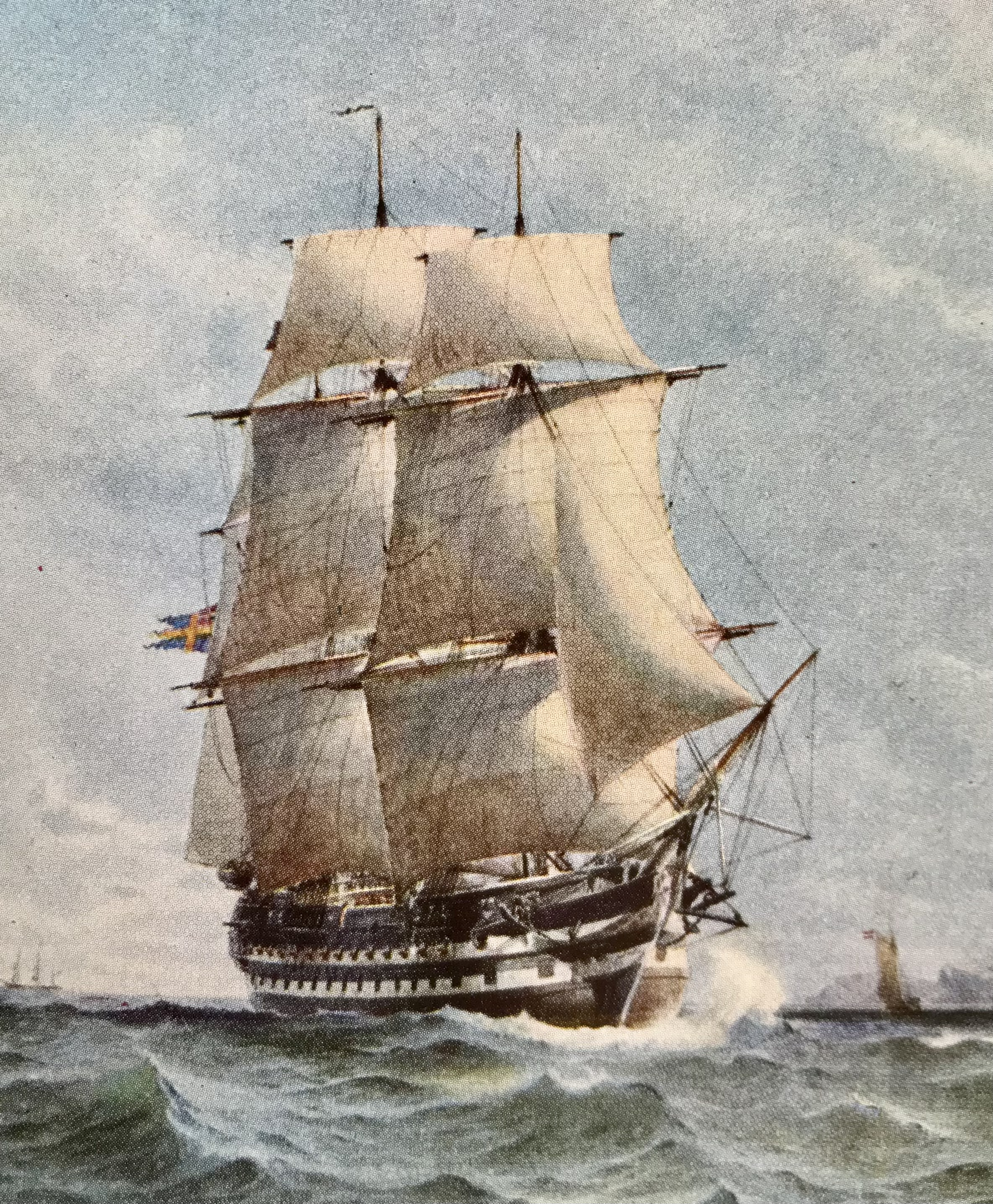
Krusenstiernas amiralsskepp Carl XIII. Utsnitt ur en målning av Jacob Hägg.

I Karlskrona rustades samtidigt ytterligare två linjeskepp, Gustav den Store och Carl XIV Johan. Även det äldre linjeskeppet Dristigheten beordrades hållas i beredskap. Gustav den Store användes som exercisskepp på Karlskrona redd, och var i tjänst från 27 maj till 3 oktober 1854. Dessutom uppbådades en mängd mindre fartyg och skärgårdsfartyg. I början av april skickades bl.a. en bataljon kanonslupar till Gotland, som ansågs vara mest utsatt inför de kommande krigshandlingarna.
Den 23 april satte eskadern segel från Karlskrona och kryssade längs den blekingska kusten. Sju dagar senare anslöt sig en norsk sjöstyrka, om två fregatter, en ångkorvett och två segelkorvetter till flottan. Den 4 maj avseglade eskadern mot Bornholm, och satte därefter kurs österut mot Gotland. Efter 11 dagar till havs kastades fartygen ankar vid ön Rotholmen i Stockholms skärgård. På det närbelägna landet genomfördes landstigningsövningar. Flottans närvaro tilldrog sig stort intresse från allmänhetens sida, och många nyfikna färdades ut i ångbåtar för att beskåda fartygen.
Efter att under några dagar ha kryssat mellan Ålands hav och Gotland återsamlades eskadern den 7 juni vid Älvsnabben, för att föra över kung Oscar I och hans uppvaktning till Gotland. Den 11 oktober steg kungen och hans stab ombord på Carl XIII och flottan kunde lätta ankar. De större skeppen bogserades till sjöss av ångbåtar. På grund av ogynnsamma vindar tog överfarten till Gotland fyrtio timmar. Väl framme den 12 juni lämnade de kungliga flaggskeppet för avlägga ett besök på ön Eneholmen utanför Slite, där Enholmens fästning höll på att uppföras. Sällskapet avreste sedan till Visby och därefter vidare till Klinte för att bese en militärmanöver. Den seglande delen av eskadern fortsatte nu söderut tillbaka mot Karlskrona. Utanför hamnen skiljdes de svenska och norska fartygen åt under ömsesidiga saluter. Svenskarna begav sig därefter in till redden, där skeppen tillsvidare fick ligga med reducerade besättningar. I slutet av juli upplöstes eskadern och fartygen avrustades.

### Utrangering och slopning

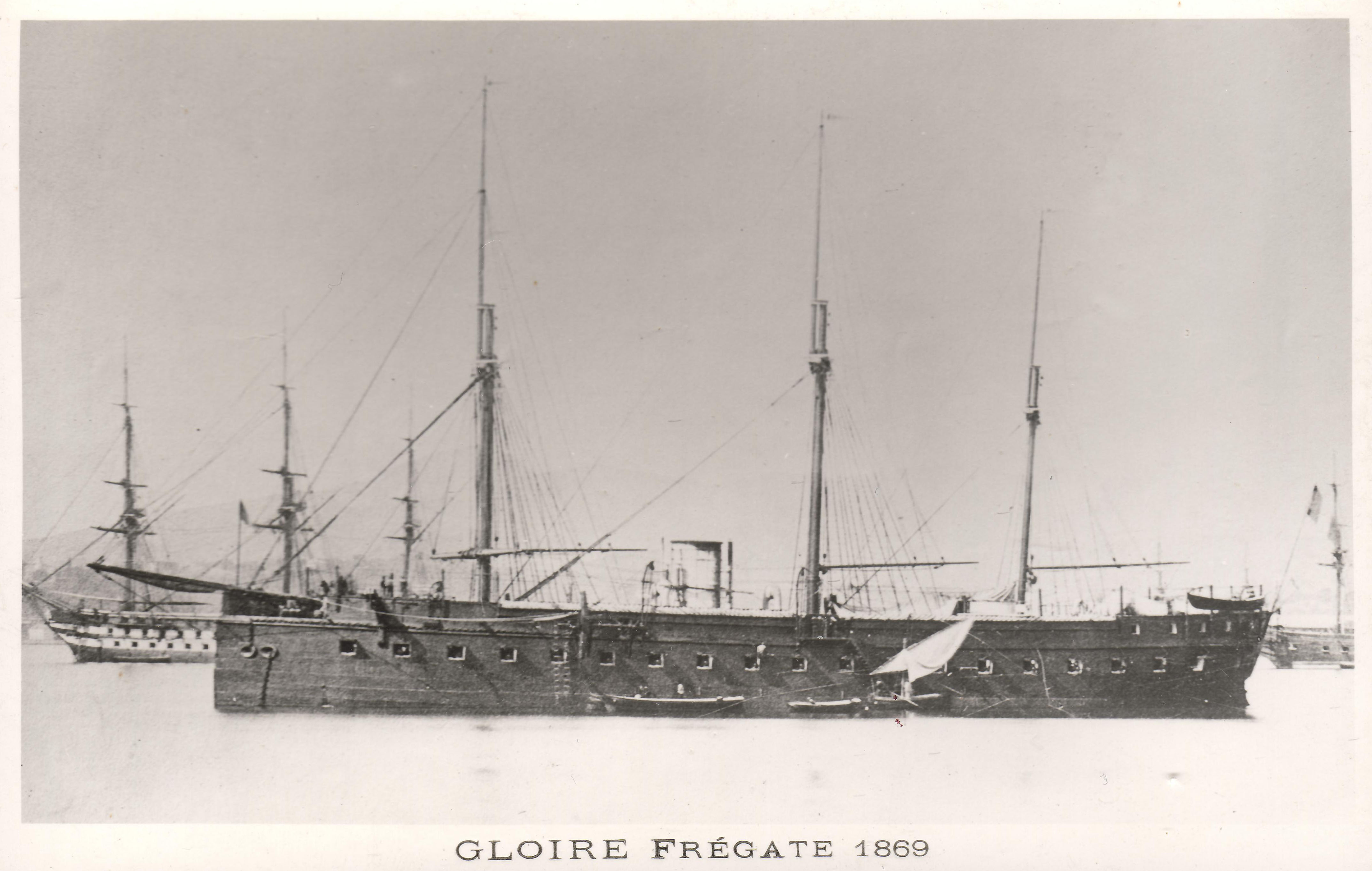
Det revolutionerande franska pansarfartyget La Gloire, sjösatt 1859.

Erfarenheterna från Krimkriget hade visat vilket hot det moderna sjöartilleriet utgjorde mot träfartygen. Den slutsats som drogs var att framtida örlogsfartyg behövde betydligt bättre skydd än vad träskroven kunde erbjuda. Under Krimkriget hade franska flottan med gott resultat experimenterat med flytande batterier klädda med järnplåtar. I november 1859 sjösatte man i Frankrike det första sjögående pansrade örlogsfartyget, vilket döptes La Gloire. Fartyget var byggt av trä och klätt med ett 12 cm tjockt pansarbälte av smidesjärn. Bältet var så tjockt att det beräknades kunna stå emot 50-pundiga kulor från de allra modernaste räfflade kanonerna. Sjösättandet av Gloire blev inledningen till ett storskaligt byggande av pansarfartyg i stormakternas flottor. I början av 1860-talet började även mindre sjömakter som Danmark, Preussen och Österrike att beställa pansarfregatter.
Sverige följde noga den tekniska utvecklingen i omvärlden. En av riksdagen 1861 tillsatt sjöförsvarskommitté konstaterade att örlogsfartyg byggda i trä inte längre motsvarade tidens krav. Kommittén avstyrkte även förslag på att de existerande linjeskeppen skulle förses med pansarskydd, även om detta rent tekniskt hade varit en möjlighet. Under perioden 1862–1871 företogs således en successiv utfasning av den gamla linjeflottan, trots att många av fartygen materiellt befann sig i gott skick. Gustav den Store var det första av Prins Oscar-skeppen att tas ur tjänst, vilket skedde den 8 september 1868, följd av Prins Oscar den 4 juni 1869. Fartygen höggs därefter upp 1870 respektive 1873. På 1860-talet förekom planer att bygga om Skandinavien till ett pansarfartyg med tre vridbara kanontorn, men denna idé förverkligades aldrig. Endast nödtorftigt underhållen sedan 1876, ströks hon ur flottans rullor den 19 maj 1885. Skeppet höggs upp på varvet senare samma år, utan att någonsin ha varit till sjöss.